# Stagecoach Group

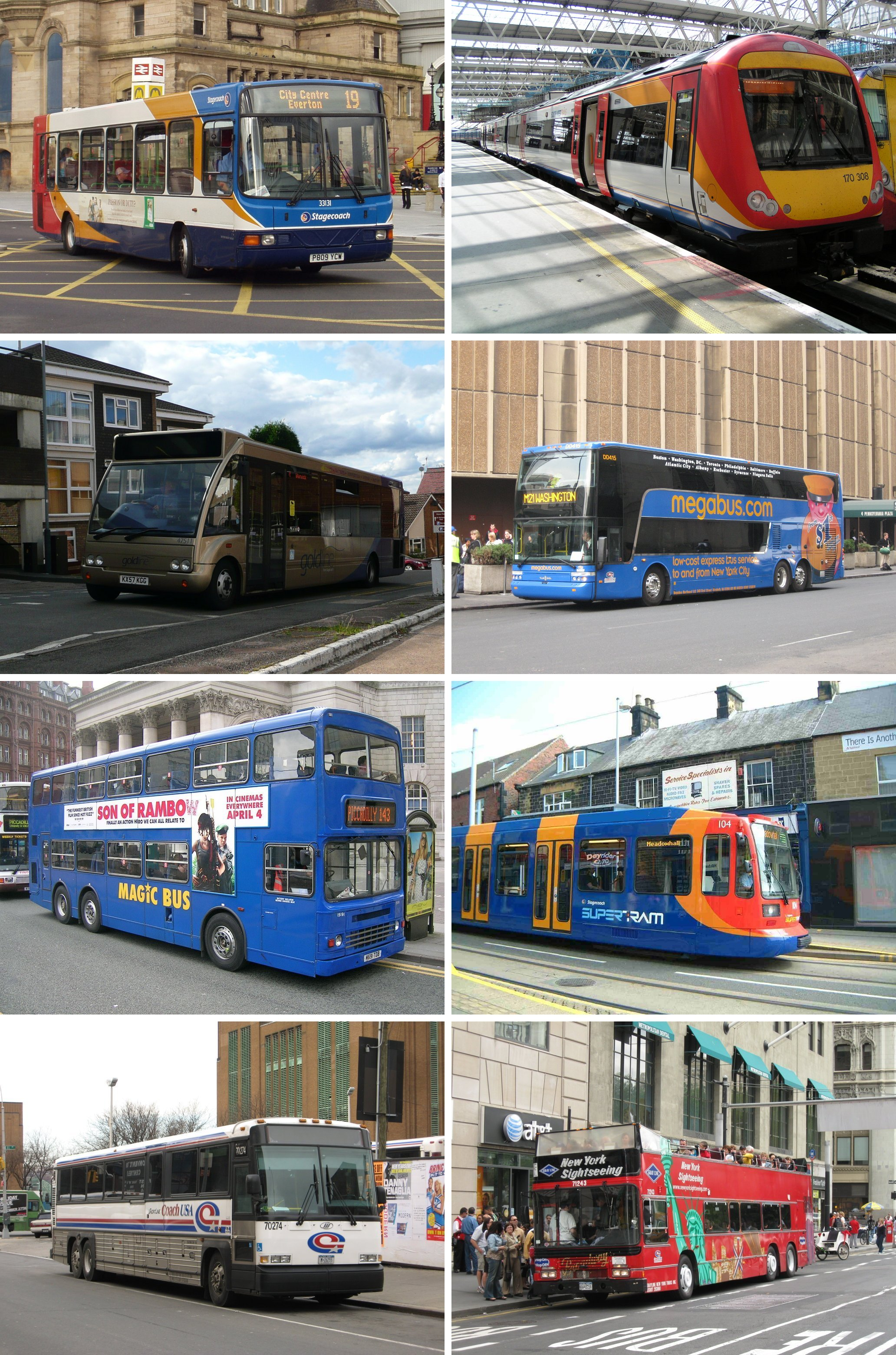

Stagecoach Group plc (LSE: SGC) – międzynarodowa grupa transportowa działająca w Wielkiej Brytanii, Stanach Zjednoczonych i Kanadzie. Przedsiębiorstwo zajmuje się świadczeniem usług przewozowych autobusowych, kolejowych, tramwajowych oraz autokarowych, a dawniej również przeprawami promowymi. Zostało założone w 1980 roku, a jego siedziba znajduje się w mieście Perth, w Szkocji.
Z 14% udziałem w rynku przewozów autobusowych i 25% w rynku przewozów kolejowych, Stagecoach Group jest jednym z największych przedsiębiorstw transportowych Wielkiej Brytanii. Zatrudnia 30 000 pracowników i posiada około 12 000 pojazdów (z tego ponad 7000 w Wielkiej Brytanii). Dziennie z usług Stagecoach Group korzysta około 2 500 000 pasażerów.
W skład grupy wchodzi dziewiętnaście lokalnych oddziałów w Wielkiej Brytanii zajmujących się transportem autobusowym (tworzą one Stagecoach UK Bus, które obsługuje około 100 ważniejszych miast brytyjskich), trzy spółki kolejowe (South West Trains, East Midlands Trains, Island Line Trains) oraz dwie tramwajowe (Manchester Metrolink działająca w Wielkim Manchesterze, Stagecoach Supertram w Sheffield). Dodatkowo, Stagecoach Group jest właścicielem spółek Coach USA i Coach Canada działających w Stanach Zjednoczonych i Kanadzie. Koncern posiada także 49% udziałów w spółce Virgin Trains oraz 35% w Scottish Citylink.
Grupa Stagecoach Group prowadziła dawniej działalność również w Kenii, Malawi, Portugalii, Szwecji, Hongkongu oraz w Nowej Zelandii.